# Ramón Mayeregger
Ramón Mayeregger Galarza, né le 5 mars 1936 à Asunción au Paraguay, est un joueur de football international paraguayen qui évoluait au poste de gardien de but.

## Biographie

### Carrière en club
Avec l'équipe d'Emelec, il remporte un championnat d'Équateur.

### Carrière en sélection
Avec l'équipe du Paraguay, il joue 15 matchs (pour aucun but inscrit) entre 1957 et 1961. 
Il figure dans le groupe des sélectionnés lors de la Coupe du monde de 1958. Lors du mondial organisé en Suède, il joue un match face à l'équipe de France.

## Palmarès
Emelec
- Championnat d'Équateur (1) :
  - Champion : 1965.
  - Vice-champion : 1963 et 1966.